# Aci Bonaccorsi
Aci Bonaccorsi település Olaszországban, Szicília régióban, Catania megyében. Lakosainak száma 3499 fő (2023. január 1.). Aci Bonaccorsi Aci Sant’Antonio, San Giovanni la Punta, Valverde és Viagrande községekkel határos.

## Népesség
A település népességének változása:
| Lakosok száma | 3524 | 3529 | 3499 |
|               | 2017 | 2018 | 2023 |